# Mesochorus tyroliensis
Mesochorus tyroliensis là một loài tò vò trong họ Ichneumonidae.